# Copa de las Naciones de la OFC de Fútbol Playa 2024
La Copa de las Naciones de la OFC de Fútbol Playa 2024 fue la octava edición de la competición. El torneo se llevó a cabo del 20 al 26 de octubre de 2024 en las Islas Salomón, que fueron las anfitrionas del torneo por primera vez.
El torneo definió el representante oceánico en la Copa Mundial de Fútbol Playa FIFA 2025. Tahití es el campeón defensor.

## Participantes
En cursiva el equipo debutante.
| Papúa Nueva Guinea | Fiyi   |
| Islas Salomón      | Tahití |

## Sistema de competición
Las selecciones jugaron con el sistema de todos contra todos, el tercer y cuarto puesto jugaron un partido por el tercer lugar y los dos primeros jugaron la final. El equipo ganador clasificó a la Copa mundial.

## Clasificación
| Pos. | Equipo             | Pts. | PJ | G | W+ | WP | P | GF | GC | Dif. | Clasificación |
| ---- | ------------------ | ---- | -- | - | -- | -- | - | -- | -- | ---- | ------------- |
| 1    | Tahití             | 9    | 3  | 3 | 0  | 0  | 0 | 36 | 15 | +21  | Final         |
| 2    | Islas Salomón (H)  | 3    | 3  | 1 | 0  | 0  | 2 | 28 | 16 | +12  | Final         |
| 3    | Papúa Nueva Guinea | 3    | 3  | 1 | 0  | 0  | 2 | 17 | 39 | −22  | Tercer Lugar  |
| 4    | Fiyi               | 1    | 3  | 0 | 0  | 1  | 2 | 9  | 20 | −11  | Tercer Lugar  |

 Fuente: OFC

## Resultados
| 22 de octubre de 2024 | Papúa Nueva Guinea                                                       | 8–6     | Fiyi                                                                    | SIFF Beach Soccer Pitch, Honiara                                     |                                                                      |
|                       | - Nabose 6' - Eiwana 12' (a.g.) - Dean 20', 32' - Willie 23' - Singh 32' | Reporte | - Manama 1' - Benard 3', 16', 33' - Kala 4', 9' - Samuel 21' - Vere 30' | Asistencia: 400 espectadores Árbitro(s): Aurelien Planchais-Godefroy | Asistencia: 400 espectadores Árbitro(s): Aurelien Planchais-Godefroy |

| 22 de octubre de 2024 | Tahití                                                                               | 10–9    | Islas Salomón                                                                            | SIFF Beach Soccer Pitch, 700 |                          |
|                       | - Salem 2', 19', 26', 36' - Paama 9' - Tinirauarii 10', 12', 24', 29' - Tetauira 30' | Reporte | - Amasia 1', 8', 12' - Laua 18' - Wanega 19', 25' - Otainao 23' - Fa’ari 25' - Bobby 29' | Árbitro(s): Mariano Romo     | Árbitro(s): Mariano Romo |

| 23 de octubre de 2024 | Fiyi         | 1–10    | Tahití | SIFF Beach Soccer Pitch, Honiara                       |                                                        |
|                       | Catarogo 36' | Reporte | - Terorotua 3' - Paama 5', 8' - Tinirauarii 7', 18' - Chan Kat 20', 30' - Tepa 24' - Tetauita 30' - Li Fung Kuee 35' | Asistencia: 140 espectadores Árbitro(s): Suparith Udma | Asistencia: 140 espectadores Árbitro(s): Suparith Udma |

| 23 de octubre de 2024 | Islas Salomón | 17–4    | Papúa Nueva Guinea                        | SIFF Beach Soccer Pitch, Honiara                           |                                                            |
|                       | - Amasia 2' (pen.), 34' (pen.) - Nawo 6', 20' - Bobby 9' - Wanega 8', 15', 22', 31', 33' - Fa’ari 16', 16', 29' - Reginald 17', 31', 36' - Otainao 19' | Reporte | - Samuel 10', 21' - Kala 13' - Willie 30' | Asistencia: 700 espectadores Árbitro(s): Fallah Al Balushi | Asistencia: 700 espectadores Árbitro(s): Fallah Al Balushi |

| 24 de octubre de 2024 | Papúa Nueva Guinea                         | 5–16    | Tahití | SIFF Beach Soccer Pitch, Honiara                   |                                                    |
|                       | - Benard 5', 7' - Kala 17', 18' - Gele 20' | Reporte | - Salem 1', 9', 10', 11', 17', 19', 25' - Tetauira 3', 7', 36' - Tepa 8', 19' - Chan Kat 10', 16', 36' - Tinirauarii 28' | Asistencia: 300 espectadores Árbitro(s): Hugo Pado | Asistencia: 300 espectadores Árbitro(s): Hugo Pado |

| 24 de octubre de 2024 | Islas Salomón                                                     | 2–2 (t. s.)(5–6 p.)        | Fiyi                                                                            | SIFF Beach Soccer Pitch, Honiara                      |                                                       |
|                       | - Fa’ari 3' - Amasia 28'                                          | Reporte                    | - Waranaivalu 20' - Dean 35'                                                    | Asistencia: 600 espectadores Árbitro(s): Mariano Romo | Asistencia: 600 espectadores Árbitro(s): Mariano Romo |
|                       |                                                                   | Tiros desde el punto penal |                                                                                 |                                                       |                                                       |
|                       | - Otainao - Wanega - Amasia - Bobby - Fa'ari - Nawo - Laua - Ahua |                            | - Waranaivalu - Gounder - Nabose - Dean - Catarogo - Waqanicakau - Chand - Koro |                                                       |                                                       |

## Segunda fase

### Tercer lugar
| 26 de octubre de 2024 | Papúa Nueva Guinea | 0–4     | Fiyi                               | SIFF Beach Soccer Pitch, Honiara                                     |                                                                      |
|                       |                    | Reporte | - Dean 8' - Catarogo 16', 22', 34' | Asistencia: 600 espectadores Árbitro(s): Aurelien Planchais-Godefroy | Asistencia: 600 espectadores Árbitro(s): Aurelien Planchais-Godefroy |

### Final
| 26 de octubre de 2024 | Tahití                                 | 3–2     | Islas Salomón           | SIFF Beach Soccer Pitch, Honiara                      |                                                       |
|                       | - Terorotua 16', 30' - Tinirauarii 21' | Reporte | - Laua 17' - Wanega 25' | Asistencia: 900 espectadores Árbitro(s): Mariano Romo | Asistencia: 900 espectadores Árbitro(s): Mariano Romo |

## Clasificado a laCopa Mundial de Fútbol Playa FIFA 2025
| Bandera de Polinesia Francesa |
| Campeón Tahití                |
| 4º título                     |

## Goleadores
| Jugador          | Selección | Goles |
| ---------------- | --------- | ----- |
| Heirauarii Salem | Tahití    | 11    |

## Premios
| Premio           | Jugador/Equipo       |
| ---------------- | -------------------- |
| Balón de Oro     | Raimana Li Fung Kuee |
| Bota de Oro      | Heirauarii Salem     |
| Guante de Oro    | Teave Teamotuaitau   |
| Premio Fair Play | Fiyi                 |